# Francesco Gonzaga (militare 1593)
Francesco Gonzaga (Guastalla, 1593 – Nonantola, 20 luglio 1643) è stato un militare italiano.

## Biografia
Era figlio di Ferrante II Gonzaga, duca di Guastalla e di Vittoria Doria.
Venne inviato all'università di Perugia perché fosse avviato alla carriera ecclesiastica, ma divenne uomo d'armi. Nel 1614 entrò al servizio della Spagna in difesa del Ducato di Mantova Ferdinando Gonzaga contro Carlo Emanuele I di Savoia. Passò in Spagna nel 1622. Nella lotta tra papa Urbano VIII e Odoardo I Farnese, nel 1643 Francesco Gonzaga si schierò con le truppe pontificie col grado di generale. Morì nel 1643 difendendo Nonantola dagli attacchi del duca di Modena Francesco I d'Este, alleato dei Farnese.
Venne sepolto nella chiesa parrocchiale di San Giovanni in Persiceto.

## Discendenza
Sposò nel 1632 Francesca Orniechi (?-30 novembre 1641). Ebbe quattro figli illegittimi:
- Maria, monaca benedettina in Brescello;
- Carlo Luigi, religioso;
- Francesca (?-14 maggio 1700), monaca agostiniana in S. Carlo a Guastalla;
- Isabella (?-11 febbraio 1708), monaca agostiniana in S. Carlo a Guastalla.

## Ascendenza
|                      |                   |                                | Genitori            |  |  | Nonni |  |  | Bisnonni           |  |  | Trisnonni            |  |
|                      |                   |                                |                     |  |  |       |  |  | Ferrante I Gonzaga |  |  | Francesco II Gonzaga |  |
|                      |                   |                                |                     |  |  |       |  |  | Ferrante I Gonzaga |  |  | Francesco II Gonzaga |  |
|                      |                   | Isabella d'Este                |                     |  |  |       |  |  | Ferrante I Gonzaga |  |  |                      |  |
| Cesare I Gonzaga     |                   |                                |                     |  |  |       |  |  | Ferrante I Gonzaga |  |  |                      |  |
|                      |                   | Isabella di Capua              | Ferrante di Capua   |  |  |       |  |  |                    |  |  |                      |  |
|                      |                   | Isabella di Capua              | Ferrante di Capua   |  |  |       |  |  |                    |  |  |                      |  |
|                      |                   | Isabella di Capua              | Antonicca del Balzo |  |  |       |  |  |                    |  |  |                      |  |
| Ferrante II Gonzaga  |                   | Isabella di Capua              |                     |  |  |       |  |  |                    |  |  |                      |  |
|                      |                   | Giberto II Borromeo            | Federico I Borromeo |  |  |       |  |  |                    |  |  |                      |  |
|                      |                   | Giberto II Borromeo            | Federico I Borromeo |  |  |       |  |  |                    |  |  |                      |  |
|                      |                   | Giberto II Borromeo            | Veronica Visconti   |  |  |       |  |  |                    |  |  |                      |  |
| Camilla Borromeo     |                   | Giberto II Borromeo            |                     |  |  |       |  |  |                    |  |  |                      |  |
|                      |                   | Margherita Medici di Marignano | Bernardino Medici   |  |  |       |  |  |                    |  |  |                      |  |
|                      |                   | Margherita Medici di Marignano | Bernardino Medici   |  |  |       |  |  |                    |  |  |                      |  |
|                      |                   | Margherita Medici di Marignano | Cecilia Serbelloni  |  |  |       |  |  |                    |  |  |                      |  |
| Francesco Gonzaga    |                   | Margherita Medici di Marignano |                     |  |  |       |  |  |                    |  |  |                      |  |
|                      | Giannettino Doria | Tomaso Doria                   |                     |  |  |       |  |  |                    |  |  |                      |  |
|                      | Giannettino Doria | Tomaso Doria                   |                     |  |  |       |  |  |                    |  |  |                      |  |
|                      | Giannettino Doria | Maria Grillo                   |                     |  |  |       |  |  |                    |  |  |                      |  |
| Gianandrea Doria     | Giannettino Doria |                                |                     |  |  |       |  |  |                    |  |  |                      |  |
|                      |                   | Ginetta Centurione             | …                   |  |  |       |  |  |                    |  |  |                      |  |
|                      |                   | Ginetta Centurione             | …                   |  |  |       |  |  |                    |  |  |                      |  |
|                      |                   | Ginetta Centurione             | …                   |  |  |       |  |  |                    |  |  |                      |  |
| Vittoria Doria       |                   | Ginetta Centurione             |                     |  |  |       |  |  |                    |  |  |                      |  |
|                      |                   | Marcantonio Del Carretto       | …                   |  |  |       |  |  |                    |  |  |                      |  |
|                      |                   | Marcantonio Del Carretto       | …                   |  |  |       |  |  |                    |  |  |                      |  |
|                      |                   | Marcantonio Del Carretto       | …                   |  |  |       |  |  |                    |  |  |                      |  |
| Zanobia Del Carretto |                   | Marcantonio Del Carretto       |                     |  |  |       |  |  |                    |  |  |                      |  |
|                      |                   | Giovanna de Leyva              | …                   |  |  |       |  |  |                    |  |  |                      |  |
|                      |                   | Giovanna de Leyva              | …                   |  |  |       |  |  |                    |  |  |                      |  |
|                      |                   | Giovanna de Leyva              | …                   |  |  |       |  |  |                    |  |  |                      |  |
|                      |                   | Giovanna de Leyva              |                     |  |  |       |  |  |                    |  |  |                      |  |